# 파라과리주

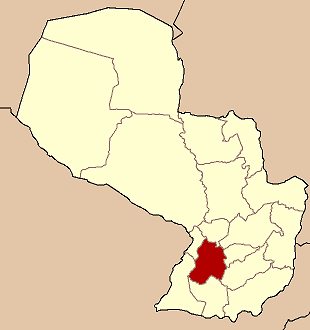
파라과리 주의 위치

파라과리주(스페인어: Departamento de Paraguarí)는 파라과이 남서부에 위치한 주로 주도는 파라과리이며 면적은 8,705km2, 인구는 221,932명(2007년 기준), 인구 밀도는 25명/km2이다.
북쪽으로는 코르디예라 주와 카과수 주, 동쪽으로는 과이라 주와 카사파 주, 남쪽으로는 미시오네스 주, 서쪽으로는 센트랄 주, 녬부쿠 주와 접한다. 17개 현을 관할한다.

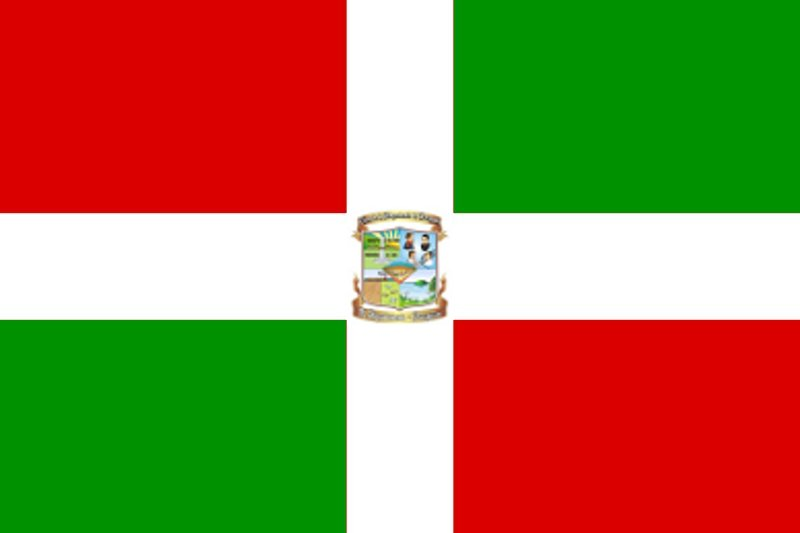
주기